# Bandera de Fuenterrabía
La Bandera de Hondarribia es el nombre de una regata de traineras que se celebra desde 1984 en la Bahia de Txingudi, organizada por la Asociación de Remo Fuenterrabía. 

## Historia
Su primera edición se celebró en 1984, pero pasó a denominarse Bandera Pryca en los dos años siguientes. En 1987 volvió a contar con la ayuda del Ayuntamiento. Desde entonces se ha venido celebrando de manera ininterrumpida exceptuando el año 1989 que no se celebro y 1996 en el que la regata tuvo que ser suspendida después de disputarse las dos primeras tandas debido a una fuerte galerna. Desde el año 2003 la regata forma parte de la Liga ACT organizada por la Asociación de Clubes de Traineras.

## Palmarés
| Edición | Año  | Ganador        | Segundo     | Tercero        |
| I       | 1984 | Zumaya         | Orio        | C.R. Donostia  |
| II      | 1987 | San Juan       | San Pedro   | Zierbena       |
| III     | 1988 | San Juan       | San Pedro   | Hondarribia    |
| IV      | 1990 | Hondarribia    | Orio        | San Juan       |
| V       | 1991 | Arraun Lagunak | San Pedro   | C. Santander   |
| VI      | 1992 | Donibaneko     | Koxtape     | Arraun Lagunak |
| VII     | 1993 | San Pedro      | Donibaneko  | Arraun Lagunak |
| VIII    | 1994 | San Pedro      | Donibaneko  | Hondarribia    |
| IX      | 1995 | Donibaneko     | Koxtape     | Hondarribia    |
| X       | 1996 | Suspendida     | nd          | nd             |
| X       | 1997 | Donibaneko     | Orio        | San Pedro      |
| XI      | 1998 | San Pedro      | Orio        | Donibaneko     |
| XII     | 1999 | Castro         | Hondarribia | Orio           |
| XIII    | 2000 | Hondarribia    | Orio        | Koxtape        |
| XIV     | 2001 | Castro         | Orio        | Santiagotarrak |
| XV      | 2002 | Astillero      | Castro      | Hondarribia    |
| XVI     | 2003 | Mecos          | Koxtape     | Cabo           |
| XVII    | 2004 | Cabo           | Astillero   | Urdaibai       |
| XVIII   | 2005 | Astillero      | Arkote      | Hondarribia    |
| XIX     | 2006 | Hondarribia    | Pedreña     | Arkote         |
| XX      | 2007 | Urdaibai       | Pedreña     | Orio           |
| XXI     | 2008 | Urdaibai       | Castro      | Pedreña        |
| XXII    | 2009 | Orio           | Castro      | Hondarribia    |
| XXIII   | 2010 | Urdaibai       | San Juan    | Castro         |
| XXIV    | 2011 | Kaiku          | Tirán       | Hondarribia    |
| XXV     | 2012 | Hondarribia    | Tirán       | San Pedro      |
| XXVI    | 2013 | Kaiku          | Urdaibai    | Astillero      |
| XXVII   | 2014 | Urdaibai       | Hondarribia | San Pedro      |
| XXVIII  | 2015 | Hondarribia    | Urdaibai    | Orio           |
| XXIX    | 2016 | Urdaibai       | Hondarribia | Kaiku          |
| XXX     | 2017 | Urdaibai       | Hondarribia | Orio           |
| XXXI    | 2018 | Cabo           | Urdaibai    | Hondarribia    |
| XXXII   | 2019 | Orio           | Urdaibai    | Santurtzi      |
| XXXIII  | 2020 | Santurtzi      | Urdaibai    | Hondarribia    |
| XXXIV   | 2021 | Hondarribia    | Orio        | Santurtzi      |
| XXXV    | 2022 | Urdaibai       | Hondarribia | Donostiarra    |
| XXXVI   | 2023 | Urdaibai       | Zierbena    | Hondarribia    |
| XXXVII  | 2024 | Urdaibai       | Hondarribia | Donostiarra    |
| XXXVIII | 2025 | Orio           | Urdaibai    | Donostiarra    |

### Palmarés por traineras
| Ranking | Trainera                                  | Banderas |
| ------- | ----------------------------------------- | -------- |
| 1.ª     | Urdaibai                                  | 9        |
| 2.ª     | Hondarribia                               | 6        |
| 3.ª     | San Juan (Donibaneko, San Juan y Koxtape) | 5        |
| 4.ª     | San Pedro                                 | 3        |
| 4.ª     | Orio                                      | 3        |
| 6.ª     | Kaiku                                     | 2        |
| 6.ª     | Cabo                                      | 2        |
| 6.ª     | Castro                                    | 2        |
| 6.ª     | Astillero                                 | 2        |
| 10.ª    | Mecos                                     | 1        |
| 10.ª    | Santurtzi                                 | 1        |
| 10.ª    | Arraun Lagunak                            | 1        |
| 10.ª    | Zumaia                                    | 1        |